# MSC Cruises
Az MSC Cruises (olaszul: MSC Crociere) Svájcban bejegyzett és genfi székhellyel rendelkező globális hajótársaság. 1989-ben alapították Nápolyban, Olaszországban. Anyavállalata a Mediterranean Shipping Company SA (MSC), a világ második legnagyobb konténerszállító társasága. 2017-től a világ legnagyobb magántulajdonban lévő körutazási vállalata, világszerte körülbelül 23 500 embert foglalkoztat, és 45 országban van irodája. Az MSC Cruises a világ negyedik legnagyobb hajótársaság a Carnival Corporation & plc, a Royal Caribbean Group és a Norwegian Cruise Line Holdings után. 2017-ben az összes utas 7,2%-át szállították.

## Története

### Lauro Lines
A Lauro Linest (olaszul: Flotta Lauro) Achille Lauro alapította Nápolyban, Olaszországban 1960-ban. A társaság két hajót üzemeltetve lépett be az óceánjáróüzletbe, az MS Angelina Laurót és az MS Achille Laurót. Az Angelina Lauro 1979-ben megégett az Amerikai Virgin-szigetek St. Thomas kikötőjében, az Achille Laurót pedig a Palesztinai Felszabadítási Szervezet tagjai eltérítették 1985-ben, ami pénzügyi nehézségeket okozott a vállalatnak.

### MSC Cruises
1988-ban a Mediterranean Shipping Company (MSC) belépett a tengerjáróüzletbe a Monterey vonalhajó megvásárlásával.
1989-ben az MSC megvásárolta a Lauro Linest. Az új társaság a StarLauro Cruises nevet kapta, és két hajója volt, a Monterey és az Achille Lauro.
1995-ben a StarLauro Cruises nevet a MSC Cruises váltotta fel.
2014-ben az MSC Cruises bejelentette, hogy a négy Lirica osztályú hajót a "Renaissance Program" keretében felújították.
2018 júliusában a vállalat bejelentette, hogy építenek egy második hajóterminált Miamiban, a World osztály hajói számára az Észak-amerikai program keretein belül. A tervek szerint 2022 októberében fejezik be.
2018 októberében az MSC bejelentette négy luxushajó megrendelését, egyenként 64 000 bruttó tonnával. Ezek az ultra-luxushajók a hajótársaság luxuskoncepcióján, az "MSC Yacht Club" -on alapulnak. Az első hajó 2023 tavaszán érkezik. Minden hajót a Fincantieri építi.
2019 januárjában az MSC Cruises bemutatta a világ első virtuális személyi utazási asszisztensét, ZOE-t, a Harman International által tervezett mesterségesintelligencia-eszközt. Jelenleg csak az MSC Bellissima és az MSC Grandiosa kínálatában szerepel, de a jövőbeni hajókban is meg fog jelenni.
2020 közepén az összes óceánjáró társaság felfüggesztette működésének nagy részét (vagy egészét) több mint hat hónapra a Covid19-járvány idején.
2021. január 7-én az MSC közzétette azt a tervet, hogy az MSC Grandiosa 2021. január 24-én megkezdi hétéjszakás hajóútját, és az MSC Magnifica 2021. február 14-én megkezdi a tízéjszakás körutazását, mindkettőt a Földközi-tengeren. További utasításokig azonban csak azokat az utasokat fogadják el, akik a schengeni országok lakosai.
2021. január 9-én egy jelentés szerint az MSC azt reméli, hogy a közeljövőben újraindíthat néhány európai körutazást, de hozzátette, hogy "még meg kell vizsgálni, hogy a kontinens nagy része továbbra is le lesz-e zárva".

## Ocean Cay MSC Marine Reserve
2015 decemberében az MSC Cruises százéves bérleti szerződést írt alá a Bahama-szigeteken, hogy fejlesszék az exkluzív szigeti élményt. A projekt az Ocean Cay MSC Marine Reserve nevet kapta, és 2019. november közepén nyitották meg, de az időjárás miatt 2019. december 5-re tolták a dátumot.

## Flotta

### Jelenlegi flotta
| Hajó                    | Épült          | Építő                                  | Az MSC szolgálatába állt | Bruttó tonna   | Zászló         | Megjegyzések | Kép            |
| Lirica osztály          | Lirica osztály | Lirica osztály                         | Lirica osztály           | Lirica osztály | Lirica osztály | Lirica osztály | Lirica osztály |
| ----------------------- | -------------- | -------------------------------------- | ------------------------ | -------------- | -------------- | --- | -------------- |
| MSC Armonia             | 2001           | Chantiers de l'Atlantique(St. Nazaire) | 2004, május              | 65,542 tonna   | Panama         | Korábban a becsődölt Festival Cruises European Vision nevű hajója volt.                                                  |                |
| MSC Sinfonia            | 2002           | Chantiers de l'Atlantique(St. Nazaire) | 2005, március            | 65,542 tonna   | Panama         | Korábban a becsődölt Festival Cruises European Stars nevű hajója volt.                                                   |                |
| MSC Lirica              | 2003           | Chantiers de l'Atlantique(St. Nazaire) | 2003, március            | 65,591 tonna   | Panama         | Módosított European osztályú hajó (Festival).                                                                            |                |
| MSC Opera               | 2004           | Chantiers de l'Atlantique(St. Nazaire) | 2003, március            | 65,591 tonna   | Panama         | Módosított European osztályú hajó (Festival).                                                                            |                |
| Musica osztály          |                |                                        |                          |                |                | |                |
| MSC Musica              | 2006           | Aker Yards(St. Nazaire)                | 2006, július             | 92,409 tonna   | Panama         | |                |
| MSC Orchestra           | 2007           | Aker Yards(St. Nazaire)                | 2007, május              | 92,409 tonna   | Panama         | |                |
| MSC Poesia              | 2008           | Aker Yards/STX Europe(St. Nazaire)     | 2008, október            | 92,627 tonna   | Panama         | |                |
| MSC Magnifica           | 2010           | STX Europe(St. Nazaire)                | 2010, március            | 95,128 tonna   | Panama         | Módosított Musica osztályú hajó.                                                                                         |                |
| Fantasia osztály        |                |                                        |                          |                |                | |                |
| MSC Fantasia            | 2008           | Aker Yards/STX Europe(St. Nazaire)     | 2008, december           | 137,936 tonna  | Panama         | |                |
| MSC Splendida           | 2009           | Aker Yards/STX Europe(St. Nazaire)     | 2009, július             | 137,936 tonna  | Panama         | 2008-ban MSC Serenata néven rendelték, de MSC Splendida névre keresztelték.                                              |                |
| MSC Divina              | 2012           | STX Europe(St. Nazaire)                | 2012, június             | 139,400 tonna  | Panama         | Módosított Fantasia osztályú hajó. 2010-ben MSC Fantastica néven rendelték, de MSC Divina névre keresztelték.            |                |
| MSC Preziosa            | 2013           | STX Europe(St. Nazaire)                | 2013, március            | 139,400 tonna  | Panama         | Módosított Fantasia osztály. Eredetileg Phoenicia néven a líbiai székhelyű General National Maritime Transport rendelte. |                |
| Meraviglia osztály      |                |                                        |                          |                |                | |                |
| MSC Meraviglia          | 2017           | STX Europe (St. Nazaire)               | 2017, május              | 171,598 tonna  | Málta          | |                |
| MSC Bellissima          | 2019           | Chantiers de l'Atlantique              | 2019, március            | 171,598 tonna  | Málta          | Az MSC Meraviglia testvérhajója.                                                                                         |                |
| Meraviglia Plus osztály |                |                                        |                          |                |                | |                |
| MSC Grandiosa           | 2019           | Chantiers de l'Atlantique              | 2019, november           | 181,541 tonna  | Málta          | Az eddigi legnagyobb hajó, amit az MSC Cruises számára építettek. Jelenlegi zászlóshajó.                                 |                |
| MSC Virtuosa            | 2021           | Chantiers de l'Atlantique              |                          | 181,541 tonna  | Málta          | Némileg nagyobb, mint a Meraviglia osztály.                                                                              |                |
| Seaside osztály         |                |                                        |                          |                |                | |                |
| MSC Seaside             | 2017           | Fincantieri                            | 2017, november           | 153,516 tonna  | Málta          | Az MSC Cruises első hajója az Észak-amerikai piacra.                                                                     |                |
| MSC Seaview             | 2018           | Fincantieri                            | 2018, június             | 153,516 tonna  | Málta          | Az MSC Seaside testvérhajója.                                                                                            |                |
| Seaside EVO osztály     |                |                                        |                          |                |                | |                |
| MSC Seashore            | 2021           | Fincantieri                            | 2021, augusztus          | 170,412 tonna  | Málta          | Némileg nagyobb, mint a Seaside osztály.                                                                                 |                |

### Jövőbeli hajók
| Hajó              | Az MSC szolgálatába áll | Építő                     | Bruttó tonna  | Zászló | Megjegyzések |
| ----------------- | ----------------------- | ------------------------- | ------------- | ------ | --- |
| MSC Seascape      | 2022, november          | Fincantieri               | 170,412 tonna |        | Kicsit nagyobb, mint a Seaside osztály. |
| MSC World Europa  | 2022, december          | Chantiers de l'Atlantique | 205,700 tonna |        | Eredetileg MSC Europa néven. LNG -üzemű tengerjáró hajó. Az acélvágás 2019. október 31-én történt. Érme- és gerincfektetés 2020. június 29-én. Eredetileg 2022 májusára tervezték |
| Explora I.        | 2023 tavasza            | Fincantieri               | 63 900 tonna  |        | Célra épített "MSC Yacht Club" luxuskoncepció alapján Az építés 2021. június 10 -én kezdődött.                                                                                    |
| MSC Euribia       | 2023, június            | Chantiers de l'Atlantique | 183 500 tonna |        | LNG-üzemű tengerjáró hajó. Az építés 2021. június 28 -án kezdődött |
| Explora II        | 2024                    | Fincantieri               | 63 900 tonna  |        | "MSC Yacht Club" luxuskoncepció alapján épített |
| MSC World America | 2025                    | Chantiers de l'Atlantique | 205,700 tonna |        | LNG-üzemű tengerjáró hajó Eredetileg 2021 tavaszára tervezték |
| Explora III       | 2025                    | Fincantieri               | 63 900 tonna  |        | "MSC Yacht Club" luxuskoncepció alapján épített |
| World-class IV    | 2025 tavasza            | Chantiers de l'Atlantique | 205,700 tonna |        | LNG-üzemű tengerjáró hajó |
| Explora IV        | 2026                    | Fincantieri               | 63 900 tonna  |        | "MSC Yacht Club" luxuskoncepció alapján épített |
| World-class IV    | 2027                    | Chantiers de l'Atlantique | 205,700 tonna |        | LNG-üzemű tengerjáró hajó Eredetileg 2026 -ra tervezték |

### Korábbi hajók
| Hajó           | Épült | Építő                                           | Az MSC szolgálatába lépett | Bruttó tonna | Zászló                                                | Nyugdíjba vonult | Állapot ma                              | Kép |
| -------------- | ----- | ----------------------------------------------- | -------------------------- | ------------ | ----------------------------------------------------- | ---------------- | --------------------------------------- | --- |
| Angelina Lauro | 1938  | Nederlandsche Scheepsbouw-Maatschappij          | 1965                       | 24,377 tonna | Hollandia Olaszország                                 | 1979             | Elsüllyedt, miután 1979-ben kigyulladt. |     |
| Achille Lauro  | 1947  | Scheepsbouw-Maatschappij De Schelde, Vlissingen | 1965                       | 23,629 tonna | Hollandia Olaszország                                 | 1994             | Elsüllyedt, miután 1994-ben kigyulladt. |     |
| Monterey       | 1952  | Bethlehem Shipbuilding Corp.                    | 1989                       | 20,000 tonna | Amerikai Egyesült Államok                             | 2006             | 2007-ben selejtezték.                   |     |
| Symphony       | 1951  | Swan Hunter and Wigham Richardson               | 1995                       | 16,000 tonna |                                                       | 2000             | 2001-ben selejtezték.                   |     |
| Rhapsody       | 1977  | Burmeister & Wain                               | 1995                       | 17,095 tonna | Egyesült Királyság Bahama-szigetek Panama Olaszország | 2009             | 2017 óta üzemen kívül.                  |     |
| Melody         | 1982  | CNIM ( La Seyne-sur-Mer )                       | 1997                       | 35,143 tonna | Libéria Panama                                        | 2013             | 2018-ban selejtezték.                   |     |

## Fordítás
- Ez a szócikk részben vagy egészben  a   MSC Cruises című angol Wikipédia-szócikk ezen változatának fordításán alapul.  Az eredeti cikk szerkesztőit annak laptörténete sorolja fel. Ez a jelzés csupán a megfogalmazás eredetét és a szerzői jogokat jelzi, nem szolgál a cikkben szereplő információk forrásmegjelöléseként.